# Нийл Уеб
Нийл Джон Уеб (на английски: Neil John Webb) е бивш английски футболист и футболен треньор, роден на 30 юли 1963 г. в Рединг. Започва кариерата си в местния ФК Рединг през 1980 г., а две години по-късно преминава в Портсмут. През 1985 г. отива в Нотингам Форест, където под ръководството на Брайън Клъф се превръща в един от най-добрите английски полузащитници за времето си и стига до националния отбор. След четири години и една спечелена Купа на лигата пременава в Манчестър Юнайтед за 1,5 милиона паунда. Заради поредица контузии и голямата конкуренция в отбора той не изиграма много мачове, но е часто то отбора, спечелил КНК, ФА Къп и Купата на лигата. През 1992 г. Уеб се връща в Нотингам, но играе без особен успех и отива под наем в Суиндън Таун. Следват кратки престои в Гримсби Таун и Олдершот Таун, преди да стане треньор на Уеймут през 1997 г. Има двама сина, Уеб и Джош, също футболисти.

## Успехи
Нотингам Форест
- Купа на лигата
  - Носител: 1989

 Манчестър Юнайтед
- КНК
  - Носител: 1991
- ФА Къп
  - Носител: 1990
- Купа на лигата
  - Носител: 1992
  - Финалист: 1991